# 临清清真东寺
临清清真东寺，位于山东省聊城市临清市城区先锋路街道办事处，是中华人民共和国山东省文物保护单位之一。
2006年12月7日，授予山东省文物保护单位，是一座古建筑。